# Elektrakomplex
Elektrakomplex sägs vara den kvinnliga motsvarigheten till oidipuskomplex, med en far–dotter-relation i stället för mor–son-relation.
Uttrycket myntades av Carl Gustav Jung, baserat på teorier av dennes lärare Sigmund Freud, och knyter an till den grekiska myten om Elektra.